# Isak (patriark)
|  | For drengenavnet, se Isak |
Isak (jiddisch: יצחק, latin: Isaac; arabisk: إسحاق eller إسحٰق) er den anden af de tre store patriarker nævnt i Det Gamle Testamente. Isak er søn af Abraham og Sara. Ismael var hans halvbror.
Gud beordrede Abraham til at ofre Isak på Morias bjerg, men dette blev stoppet i sidste øjeblik. Isak giftede sig med Rebekka og fik sønnene Esau og Jakob. Han levede som nomade  omkring Be'er Sheba, men han skal også have opholdt sig i Gerar.
Ifølge Det Gamle Testamente var Abraham over hundrede år gammel og Sara over den fødedygtige alder, da parret fik Isak. Isak var den eneste af de bibelske patriarker, der ikke skiftede navn og den eneste af patriarkerne, der ikke forlod Kana'an. Isak døde da han var 180 år, hvilket gør ham til den længstlevende patriark.